# Želkovice
Obec Želkovice se nachází v okrese Louny v Ústeckém kraji. Žije v ní 95 obyvatel. Ve vzdálenosti dvanáct kilometrů severozápadně stojí město Bílina, třináct kilometrů jihozápadně město Louny, čtrnáct severovýchodně město Lovosice a sedmnáct kilometrů západně Most. Silnice I/15, spojující poslední dvě jmenovaná města, prochází právě přes Želkovice.

## Historie
Obec je v historických materiálech poprvé zmiňována roku 1237 jako majetek Šebestiána ze Želkovic.

## Obyvatelstvo
Při sčítání lidu v roce 1921 zde žilo 173 obyvatel (z toho 76 mužů), z nichž bylo 47 Čechoslováků a 126 Němců. Všichni se hlásili k římskokatolické církvi. Podle sčítání lidu z roku 1930 měla vesnice 172 obyvatel: 57 Čechoslováků a 115 Němců. Kromě deset členů církve československé a čtyř lidí bez vyznání byli římskými katolíky.
|           | 1869 | 1880 | 1890 | 1900 | 1910 | 1921 | 1930 | 1950 | 1961 | 1970 | 1980 | 1991 | 2001 | 2011 | 2021 |
| --------- | ---- | ---- | ---- | ---- | ---- | ---- | ---- | ---- | ---- | ---- | ---- | ---- | ---- | ---- | ---- |
| Obyvatelé | 201  | 212  | 198  | 175  | 165  | 173  | 172  | 135  | 109  | 124  | 91   | 87   | 81   | 99   | 95   |
| Domy      | 43   | 44   | 48   | 50   | 48   | 44   | 43   | 45   | 33   | 32   | 30   | 40   | 39   | 40   | 40   |

## Obecní správa
V roce 1869 Želkovice patřily jako osada obce k Libčevsi. Mezi lety 1880–1978 byly obcí v okrese Teplice (1880–1890), poté v okrese Duchcov (1900–1930), poté v okrese Bílina (1950) a později v okrese Louny. Od 1. července 1978 do 31. prosince 1992 patřily znovu jako část obce k Libčevsi a od 1. ledna 1993 jsou opět samostatnou obcí.

### Obecní symboly
Znak a vlajka byly obci uděleny rozhodnutím předsedkyně Poslanecké sněmovny Parlamentu České republiky dne 20. října 2022.

## Pamětihodnosti
- Kostel svatých Petra a Pavla je tvořen románskou rotundou postavenou po roce 1230, ke které byla v letech 1852–1853 přistavěna pseudorománská loď podle plánů stavitele Wetzla.[11]
- Socha svatého Josefa